# Vells creients
Els Vells creients són, per part de la historiografia russa, els cristians partidaris de la vella litúrgia i cànons eclesiàstics que no van acceptar la reforma de Nicó el 1654, data a partir de la qual van ser cruelment perseguits i delmats. El seu líder principal va ser el protopapa i escriptor Avvakum Petrov. Conservadors d'una moral estricta, de la prohibició contundent de l'alcohol i del tabac, i de la prohibició de rasurar la barba, es persignen amb dos dits, índex i major, a diferència dels nikonians (polze, índex i major), algunes comunitats de vells creients van emigrar a diversos països, on resideixen actualment: Romania (els lipovans), Estats Units d'Amèrica (especialment a Alaska), Canadà, Austràlia, Nova Zelanda, Argentina, Uruguai, Bolívia i Brasil. La dura repressió no eliminà l'oposició, que s'anà disgregant en múltiples sectes, entre les quals destaquen els popovcy i els bezpopovcy, que continuen en el cisma i consideren l'Església russa com l'anticrist.